# 月野ぽぽな
月野 ぽぽな（つきの ぽぽな）は、日本の俳人。本名、木川実千代（きがわ みちよ）。アメリカ合衆国ニューヨーク市在住。金子兜太主宰「海程」同人（終刊まで）、「海原」同人（2018年９月より）。現代俳句協会会員。星の島句会（旧称「ニューヨーク句会」）代表。夫はピアニストの木川貴幸。

## 経歴
長野県に生まれる。長野県伊那北高等学校、信州大学教育学部卒業。教員を経て渡米。
2004年俳句結社「海程」に入会、金子兜太に師事。2008年第43回海程新人賞受賞。2009年豆の木賞受賞、2010年「ハミング」で第28回現代俳句新人賞受賞、海外日系人協会主催の第8回海外日系文芸祭海外日系新聞放送協会会長賞受賞、2011年北米伊藤園俳句グランプリ優秀賞受賞。2012年第11回海程会賞受賞、北米伊藤園俳句グランプリ最優秀賞受賞。2014年第50回海程賞受賞。2017年「人のかたち」で第63回角川俳句賞受賞。2018年自由律俳誌「青い地球」より青い地球賞受賞。2019年豆の木賞受賞（２回目）。